# Ieng Sary
Ieng Sary (em quemer:  អៀង សារី; nascido Kim Trang; Trà Vinh, 24 de outubro de 1925 – Phnom Penh, 14 de março de 2013) foi o cofundador e membro sênior do Khmer Vermelho e um dos principais arquitetos do Genocídio Cambojano. Ele foi membro do Comitê Central do Partido Comunista do Kampuchea liderado por Pol Pot e serviu no governo do Kampuchea Democrático de 1975–79 como ministro das Relações Exteriores e vice-primeiro-ministro. Ele era conhecido como "Irmão Número Três", pois era o terceiro em comando, depois de Pol Pot e Nuon Chea. Sua esposa, Ieng Thirith (nascida Khieu), serviu no governo do Khmer Vermelho como ministra de assuntos sociais. Ieng Sary foi preso em 2007 e acusado de crimes contra a humanidade, mas morreu de insuficiência cardíaca antes que o caso contra ele pudesse ser levado a um veredicto.

## Biografia
Sary nasceu na aldeia de Nhan Hoa, localizada no subdistrito de Luong Hoa (conhecido como Loeung Va em Khmer), distrito de Châu Thành, província de Trà Vinh, sul do Vietnã, em 1925. Seu pai, Kim Riem, era um Khmer Krom, enquanto sua mãe, Tran Thi Loi, era uma chinesa-vietnamita, conforme confirmado pelo Tribunal Cambojano , que voltou para o Vietnã com seus pais quando era pequena.   Sary mudou seu nome do vietnamita Kim Trang quando se juntou ao Khmer Vermelho. Ele era cunhado por casamento do líder do Khmer Vermelho, Pol Pot (nome verdadeiro: Saloth Sar). Sary e Saloth Sar estudaram no Lycée Sisowath de Phnom Penh, onde também estudaram suas futuras esposas, as irmãs Khieu Thirith e Khieu Ponnary. Antes de deixar o Camboja para estudar em Paris, Sary foi noiva de Khieu Thirith. 
Sary e Saloth Sar também estudaram juntos em Paris. Enquanto estava lá, Sary alugou um apartamento no Quartier Latin, um foco de radicalismo estudantil. Ele e Saloth Sar reuniram-se com intelectuais comunistas franceses e formaram a sua própria célula de comunistas cambojanos. 
Sary e Khieu Thirith se casaram na prefeitura do 15º arrondissement de Paris, no inverno de 1951. Thirith adotou o nome do marido, tornando-se Ieng Thirith. 
Depois de retornar ao Camboja, ele foi empossado no Comitê Central do Partido dos Trabalhadores do Kampuchea em setembro de 1960. 
Após a queda da República Khmer em 17 de abril de 1975, Sary fez apelos pessoais aos expatriados para ajudarem a reconstruir o Camboja. No entanto, quando regressaram ao Camboja, foram presos à chegada e lançados em centros de detenção brutais.  Assumiu o apelido de “Irmão Número 3” e, como chefe da diplomacia, seria o único dignitário a não cultivar sua identidade secreta.
Ele recebia visitantes estrangeiros e também era responsável por expurgos e prisões nos ministérios do governo.  No final de 1977, perante as Nações Unidas, rejeitou acusações de refugiados cambojanos que queriam abrir uma discussão com o governo do Khmer Vermelho. Juntamente com Pol Pot, Ieng Sary foi condenado à morte à revelia pelo Tribunal Revolucionário do Povo depois que o regime democrático Khmer do Khmer Vermelho foi derrubado pelo Vietnã em 1979. 
O rei Norodom Sihanouk perdoou oficialmente Ieng Sary em 1996, após sua deserção de Pol Pot. Ele foi o fundador do Movimento de União Democrática Nacional, uma divisão do Partido de Unidade Nacional do Camboja. 

## Prisão e julgamento

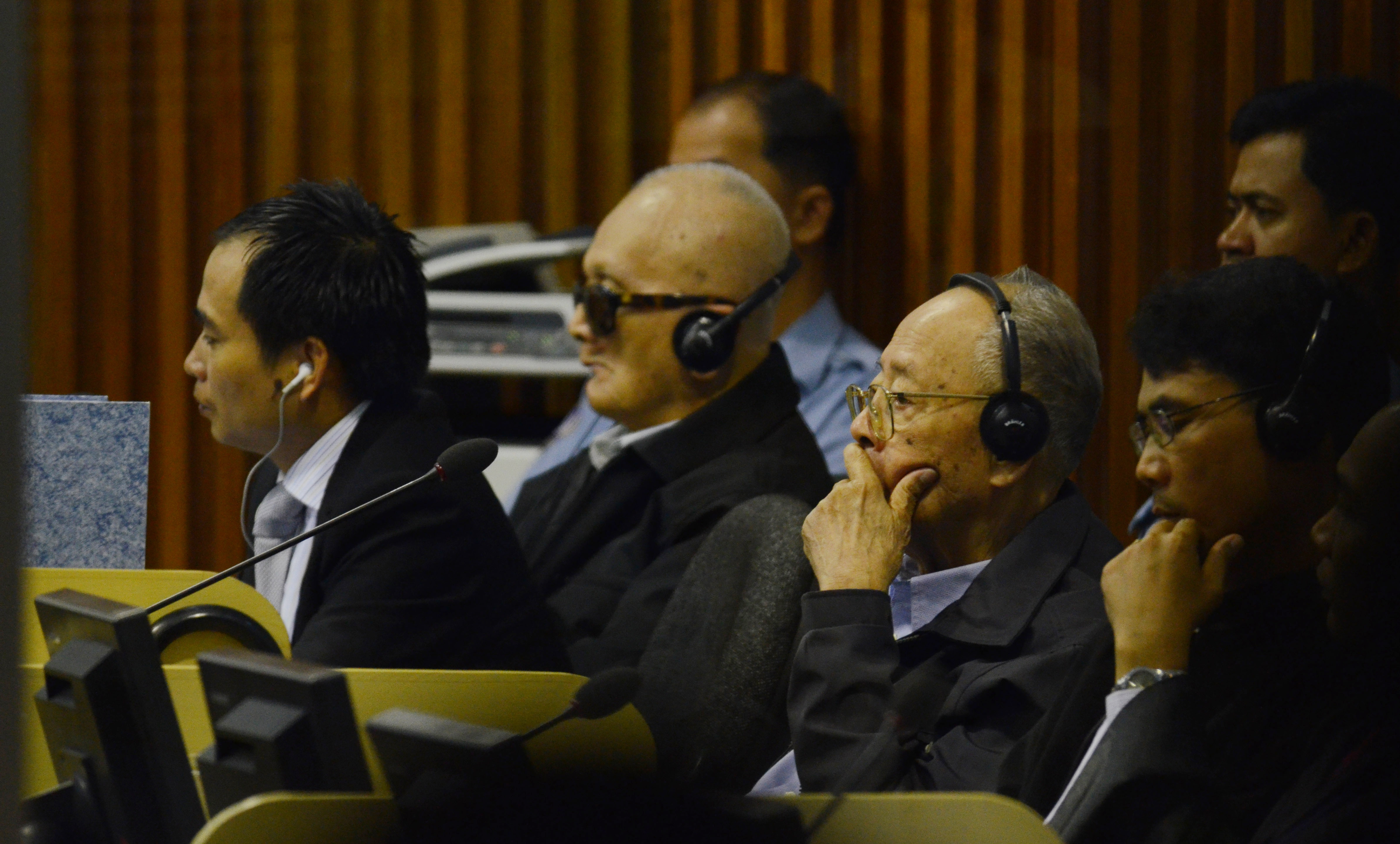
Ieng Sary e Nuon Chea em julgamento

Ieng Sary, supostamente vivendo em "uma opulenta vila em Phnom Penh cercada por guardas de segurança e arame farpado"  foi preso em 12 de novembro de 2007 em Phnom Penh com base em um mandado de prisão do Tribunal do Camboja  por crimes de guerra e crimes contra a humanidade. Sua esposa, Ieng Thirith, também foi presa por crimes contra a humanidade. 
Em 16 de Dezembro de 2009, o tribunal acusou-o oficialmente de genocídio pelo seu envolvimento na subjugação e assassinato de minorias vietnamitas e muçulmanas no Camboja. 

## Morte
Sary morreu em Phnom Penh em 14 de março de 2013, aos 87 anos, antes que o caso contra ele pudesse ser levado a um veredicto. Ele teve problemas cardíacos durante anos, bem como outras doenças. Ele foi levado de sua cela no tribunal especial para um hospital em 4 de março de 2013, devido ao que seus advogados disseram serem problemas gastrointestinais.  O corpo de Sary foi transportado para sua casa na província de Banteay Meanchey. O corpo permaneceu sete dias antes de ser cremado.  No momento de sua morte, Sary estava sendo julgado por seu envolvimento no Khmer Vermelho.  Elisabeth Simonneau Fort, advogada das vítimas, disse: "Para as vítimas, esta morte restringe o âmbito do julgamento e limita a sua busca pela verdade e justiça". 